# Phosphatosaurus
Phosphatosaurus es un género extinto de crocodiliano dirosáurido. Vivió a principios del Eoceno, con fósiles que han sido hallados en el África del Norte en Túnez y Malí. Nombrado en 1955, Phosphatosaurus es un género monotípico; la especie tipo es P. gavialoides. Un espécimen ha sido descubierto en Níger, pero no puede ser clasificado al nivel de especie.
Phosphatosaurus está cercanamente emparentado al género cretácico Sokotosuchus, el cual es conocido de Níger y Malí. Debido a que Phosphatosaurus es conocido sólo de localidades del Paleógeno, la cercana relación con Sokotosuchus implica que hubo un largo linaje fantasma extendiéndose hasta el Maastrichtiense del cual aún no se conoce registro fósil.

## Descripción
Phosphatosaurus fue un dirosáurido de gran tamaño con dientes romos. La punta del hocico tiene una forma de cuchara desde una expansión lateral de la porción del rostro de la mandíbula. La dentición es heterodonta. Alvéolos "pareados" están presentes en la mandíbula inferior de Phosphatosaurus en el que los pares de las bases para los dientes, o alvéolos, están más cerca entre sí que a los alvéolos al lado de ellos. Esto no se ha registrado en ningún otro dirosáurido pero se ha visto en otros crocodilianos longirostrinos (de hocico largo) como en el gavialoide Eosuchus. Es posible que la diastema entre los pares sirviera para recibir a los grandes dientes maxilares.

## Clasificación
Phosphatosaurus fue asignado en 1979 a la recientemente nombrada subfamilia Phosphatosaurinae por Eric Buffetaut, quién consideró a la subfamilia como el clado formado por Phosphatosaurus y su pariente Sokotosaurus. Sin embargo, otros autores en estudios más recientes han tentativamente considerado este taxón válido debido a que se conoce poco de la anatomía de otros géneros.

### Filogenia
Phosphatosaurus es considerado un dirosáurido basal, y frecuentemente es posicionado cerca de la base de los cladogramas de los dirosáuridos. Un temprano análisi filogenético hecho por Buffetaut (1978), sin basarse en una matriz de datos cladística, posicionó a Phosphatosaurus en la base del cladograma debido a la presencia de muchas características primitivas en el género. Análisis filogenéticos posteriores, como el de Jouve (2005), también han mostrado a Phosphatosaurus como un miembro basal de la familia. En muchos análisis, Phosphatosaurus y Sokotosuchus forman un clado. Estos dos géneros están más relacionados entre sí que con cualquier otro tipo de dirosáurido. Análisis filogenéticos más recientes han considerado a Chenanisuchus, un dirosáurido de hocico corto nombrado en 2005, que es incluso más basal que el clado compuesto de Phosphatosaurus y Sokotosuchus.